# Jules Koundé
Jules Olivier Koundé (født 12. november 1998) er en fransk professionel fodboldspiller, som spiller for La Liga-klubben FC Barcelona og Frankrigs landshold.

## Klubkarriere

### Bordeaux
Koundé begyndte sin karriere i hjemlandet med Bordeaux, hvor han fik sin professionelle debut den 7. januar 2018.

### Sevilla
Koundé skiftede i juli 2019 til spanske Sevilla. Prisen på 25 millioner euro gjorde ham til den dyreste spillerindkøb i klubbens historie.

### FC Barcelona
Koundé skiftede den 28. juli 2022 til FC Barcelona. 

## Landsholdskarriere

### Ungdomslandshold
Koundé har repræsenteret Frankrig på U/20 og U/21-niveau.

### Seniorlandshold
Koundé blev valgt som del af Frankrigs trup til EM 2020, før han overhovedet havde fået sin debut for landsholdet. Han fik sin debut den 2. juni 2021 i en venskabskamp imod Wales.